# رشته‌کوه برنینا
رشته‌کوه برنینا (انگلیسی: Bernina Range) یک رشته‌کوه از رده رشته‌کوه‌های آلپ است که در شرق کشور سوئیس و شمال کشور ایتالیا واقع‌شده است.